# Madame Sans-Gêne (film, 1925)
Pour les articles homonymes, voir Madame Sans-Gêne (homonymie).

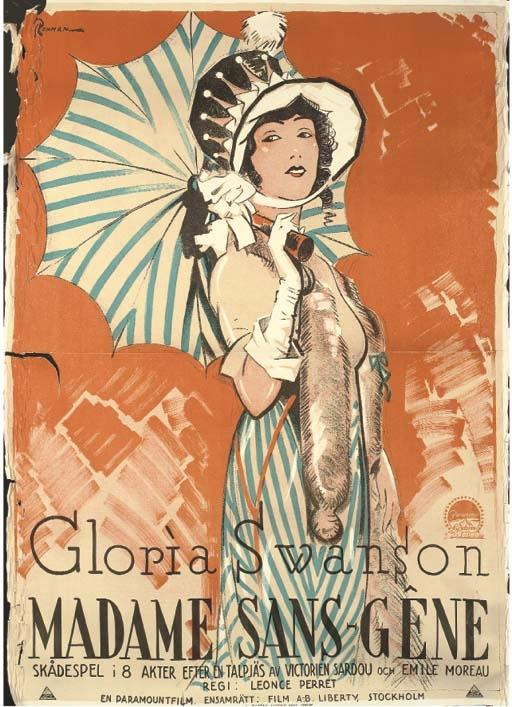
Affiche du film, avec Gloria Swanson.

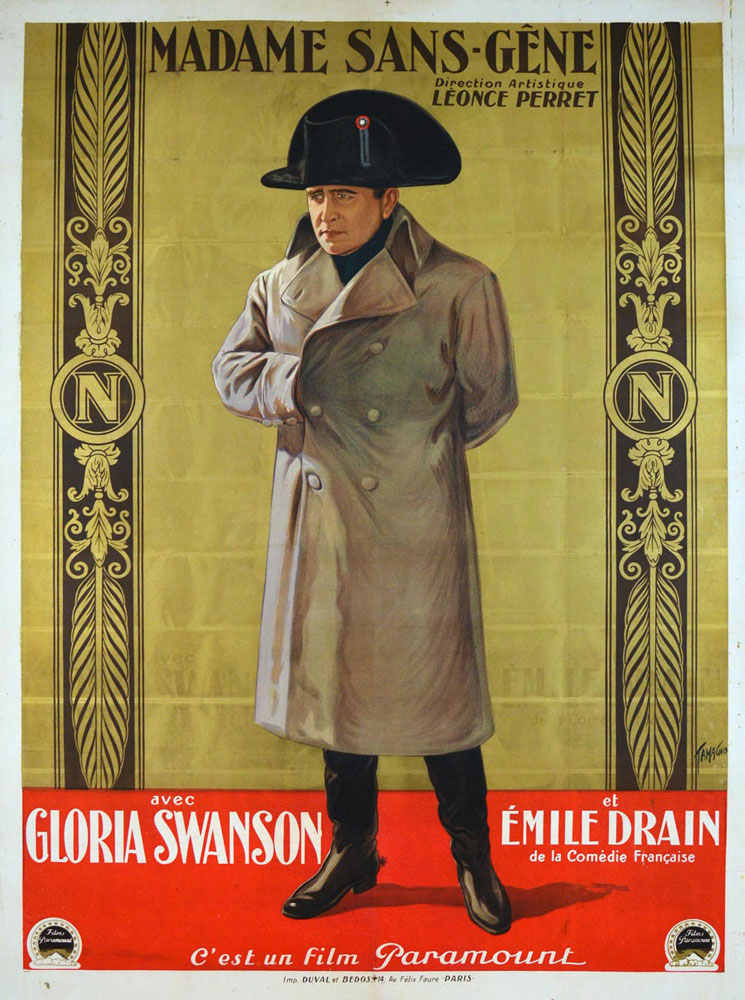
Madame Sans-Gêne, affiche de Tamagno, vers 1925.

Madame Sans-Gêne est un film américain réalisé par Léonce Perret, sorti en 1925.

## Synopsis
Une lavandière française, Catherine Hubscher, devient contre toute attente l'amie de Napoléon qui en fait une duchesse.

## Fiche technique
- Titre : Madame Sans-Gêne
- Réalisation : Léonce Perret
- Scénario : Forrest Halsey, Émile Moreau et Victorien Sardou
- Photographie : Raymond Agnel, Jacques Bizeul, René Guissart, J. Peverell Marley et George Webber
- Costumes : René Hubert
- Décors : Henri Ménessier
- Assistant-réalisateur : Henry Bonvallet, Jean Durand
- Pays de production :  États-Unis
- Format : Muet - Noir et blanc - 1,33:1 - 35 mm
- Genre : Comédie
- Durée : 100 minutes
- Dates de sortie :
  - États-Unis : 17 avril 1925
  - France : 15 décembre 1925

## Distribution
- Gloria Swanson : Catherine Hubscher
- Charles de Rochefort : le maréchal Lefebvre
- Émile Drain : Napoléon
- Suzanne Bianchetti : l'impératrice Marie-Louise
- Renée Héribel : la princesse Elisa
- Arlette Marchal : la princesse Caroline
- Raoul Paoli : Roustan
- Emile Keppens : Constant
- Émilien Richaud : Raynouard
- Denise Lorys : madame de Bülow
- Warwick Ward : le comte Neipperg
- Guy Favières : Fouché
- André Marnay : Savary
- Charles Leclerc : le maréchal Duroc
- Alfred Argus : le maréchal Mortier
- Ernest Maupain : le maréchal Jourdan
- Frédéric Zuifel : le maréchal Masséna
- Georges de la Noë : le maréchal Soult
- Raoul Villiers : le maréchal Bernadotte
- Jean de Sauvejunte : le maréchal Lannes
- Jean Jacquinet : le maréchal Berthier
- Paul Daubry : le maréchal Brune
- Robert Guilbert : le maréchal de Lauriston
- Jean Garat : le général Junot
- Madeleine Guitty : la Roussotte
- Luc Dartagnan : Flambart

## Autour du film
- Ce film est présumé perdu[1].
- Une courte bande-annonce d'époque existe encore, autorisant un bref aperçu de quelques séquences du film.